# Новое Русское Маматкозино
Новое Русское Маматкозино — деревня в Верхнеуслонском районе Татарстана. Входит в состав Новорусско-Маматкозинского сельского поселения.

## География
Находится в западной части Татарстана на расстоянии приблизительно 21 км на юг от районного центра села Верхний Услон.

## История
Основана в первой половине XIX века.

## Население
Постоянных жителей было в 1859 году — 316, в 1897 — 509, в 1906 — 541, в 1908 — 541, в 1920 — 513, в 1926 — 692, в 1938 — 497, в 1949 — 336, в 1958 — 258, в 1970 — 143, в 1979 — 50, в 1989 — 10. Постоянное население составляло 11 человек (русские 91 %) в 2002 году, 5 в 2010.